# CFBDS J005910.90–011401.3
Désignations
CFBDS J005910.90−011401.3 (également appelée CFBDS J0059−0114 ou CFBDS0059) est une naine brune avec une basse température de seulement 625 K, située dans la constellation de la Baleine, à environ 30 années-lumière de la Terre.